# Isoetes macrospora
Isoetes macrospora är en kärlväxtart som beskrevs av Michel Charles Durieu de Maisonneuve. Isoetes macrospora ingår i släktet braxengräs, och familjen Isoetaceae. Inga underarter finns listade i Catalogue of Life.
I. macrospora kan ej skiljas säkert från styvt braxengräs, I. lacustris, och anses vanligen som synonym till denna art.